# Cristina (película de 1946)
Cristina es una película de Argentina en blanco y negro dirigida por Francisco Mugica según el guion de Sixto Pondal Ríos y Carlos Olivari que se estrenó el 18 de enero de 1946 y que tuvo como protagonistas a Zully Moreno, Esteban Serrador y Alberto Closas.

## Sinopsis
Una provinciana que triunfa como decoradora en Buenos Aires con la ayuda de un abogado que la ama, se enamora de un hombre casado pero al final termina uniéndose a su protector.

## Reparto
- Zully Moreno
- Esteban Serrador
- Alberto Closas
- Blackie
- Berta Moss
- Juan José Piñeiro
- Alba Castellanos
- Liana Noda
- Domingo Mania
- Alcira Ghío
- Zulma Montes
- María Luisa Fernández
- Julián Bourges

## Comentario
La crónica de El Mundo dijo:

”Aunque el asunto no ofrece mayores aspectos de novedad, tiene un desarrollo atrayente en ebenral…Mugica sin superar otros trabajos anteriores compone una película movida …pero con escasa vibración”